# William Zabka
William Michael Zabka, även känd som Billy Zabka, född 20 oktober 1965 i New York, är en amerikansk skådespelare, kampsportsutövare, manusförfattare, regissör och producent. Han är mest känd för sin roll som Johnny Lawrence i filmerna Karate Kid: Sanningens ögonblick och Karate Kid II: Mästarprovet samt i dess spin-offserie Cobra Kai. 2004 nominerades Zabka för en Oscar för att ha varit co-writer och producerat kortfilmen Most.

## Filmografi

### Film
- Ett päron till farsa
- Karate Kid: Sanningens ögonblick
- Just One of the Guys
- National Lampoon's European Vacation
- Back to School
- Karate Kid II: Mästarprovet
- A Tiger's Tale
- Karate Kid III: Man mot man
- For Parents Only
- Shootfighter: Fight to the Death
- Unlawful Passage
- Shootfighter II
- The Power Within
- High Voltage
- Interceptors
- Falcon Down
- Ablaze
- Mindstorm
- Gale Force
- Hyper Sonic
- Landspeed
- Dark Descent
- Antibody
- Most
- Roomie
- Smiley Face
- Cake: A Wedding Story
- Starting from Scratch
- Hot Tub Time Machine
- Mean Parents Suck
- Where Hope Grows
- The Dog Who Saved Summer
- The Man in the Silo

### Tv
- The Greatest American Hero
- Gimme a Break!
- CBS Schoolbreak Special
- E/R
- To the Ends of time
- Epoch
- Python
- Python II
- Robot Chicken
- How I Met Your Mother
- Psych
- Gortimer Gibbon's Life on Normal Street
- Cobra Kai

### Videospel
Cobra Kai: The Karate Kid Saga Continues